# عنکبوت‌های لاتین
عنکبوت‌های لاتین (نام علمی: Trechaleidae) نام یک تیره از راسته عنکبوت است.